# 拉斯科 (加利福尼亞州)
拉斯科（英語：Lasco）是位於美國加利福尼亞州拉森縣的一個非建制地區。該地的面積和人口皆未知。

## 地理
拉斯科的座標為40°25′21″N 120°58′22″W / 40.42250°N 120.97278°W，而該地的平均海拔高度為1699米（即5574英尺）。